# 布拉加主教座堂

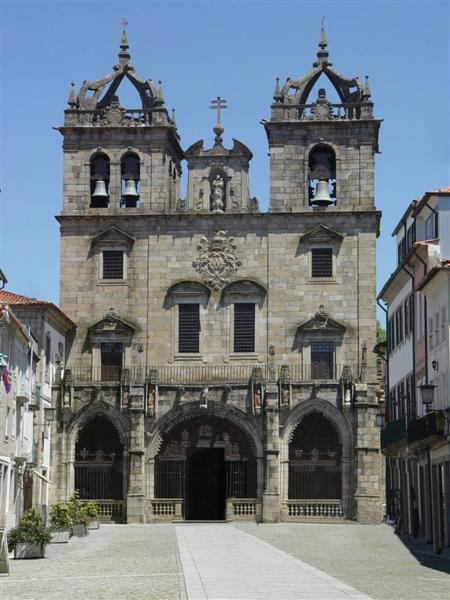
立面

布拉加主教座堂（葡萄牙語：Sé de Braga）是罗马天主教在葡萄牙的三个总教区之一，天主教布拉加总教区的主教座堂，也是葡萄牙北部城市布拉加最重要的古迹之一，就其历史意义和艺术价值而言，堪称该国最重要的建筑之一。

## 历史
布拉加教区的历史可追溯到公元3世纪，为伊比利亚半岛最古老的教区之一，伊比利亚西北部的基督教中心。716年阿拉伯人征服以后教区撤销。1071年，该市回到基督徒手中，布拉加教区恢复。伯多禄主教兴建了主教座堂，在1089年祝圣，当时只完成了东侧的小堂。1107年，布拉加教区升格为总教区，负责大半个葡萄牙以及今西班牙的加利西亚的教务。主教座堂的建造工程一直持续到13世纪中叶，影响了当时葡萄牙的许多教堂和修道院。后来，该堂被大幅度修改，所以，今天它混合了罗曼式、哥特式、曼努埃尔和巴洛克风格。